# Liste der Monuments historiques in Civray (Vienne)
Die Liste der Monuments historiques in Civray (Vienne) führt die Monuments historiques in der französischen Gemeinde Civray auf.

## Liste der Bauwerke
| Bezeichnung       | Beschreibung              | Standort              | Kennzeichnung | Schutzstatus | Datum | Bild           |
| ----------------- | ------------------------- | --------------------- | ------------- | ------------ | ----- | -------------- |
| Haus              | Erbaut im 15. Jahrhundert | Rue Louis XIII (Lage) | PA00105431    | Inscrit      | 1927  | weitere Bilder |
| Haus              | Erbaut im 15. Jahrhundert | Place d'Armes (Lage)  | PA00105430    | Inscrit      | 1935  |                |
| Kirche St-Nicolas | Erbaut im 12. Jahrhundert | (Lage)                | PA00105429    | Classé       | 1840  | weitere Bilder |

## Liste der Objekte
- Monuments historiques (Objekte) in Civray (Vienne) in der Base Palissy des französischen Kultusministeriums